# Lobocraspeda stygnota
Lobocraspeda stygnota là một loài bướm đêm trong họ Geometridae.